# Antonio del Massaro
Pour les articles homonymes, voir Massaro.
Antonio del Massaro da Viterbo  ou Pastura (Viterbe, v. 1450 – av. 1516) est un peintre italien de la haute Renaissance, qui fut actif à la fin du XVe et au début du XVIe siècle.

## Biographie
Antonio del Massaro da Viterbo a été un peintre disciple de Pinturicchio et du Pérugin. 
Les premières informations concernant sa vie remontent à  décembre 1478, lors de sa participation à la fondation de l'Arte e università di San Luca dei pittori à Rome.
Par la suite on retrouve sa trace à Viterbe où il réalisa à fresque les saints Jean-Baptiste, Jérôme et Laurent dans le baptistère de Santa Maria Nuova (se rapprochant des peintures d'Antoniazzo Romano ou le Pérugin) ainsi que la Vierge et l'Enfant dans la cour du Palazzo Chigi.
Après la mort de Lorenzo da Viterbo, il a été le plus important représentant de la peinture de la région de Viterbe.

## Fortune critique
Ignoré en son temps au point que même Vasari l'ignore dans Le Vite, car aucune information ne subsiste un siècle après sa disparition, y compris dans sa ville natale, Antonio del Massaro est redécouvert récemment au XIXe siècle à la suite des intérêts portés vers le Pérugin et le Pinturicchio, par le purisme et les préraphaélites, au point que Ernesto Steinmann en fit même une des premières monographies du XXe siècle.

## Œuvres
Italie

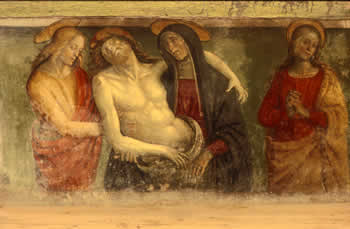
Déposition, Canino.

- Vierge à l'Enfant trônant avec saints, Palais municipal, Amelia (province de Terni).
- Déposition, Christ en piété avec les instruments de la passion, Église San Francesco  Canino (province de Viterbe)(www.canino.info)
- Saint Roch, saint Térence et saint Sébastien, Église Santa Maria Capranica.
- Vierge à l'Enfant dans un paysage, collection privée, Naples.
- Couple d'anges tenant l'emblême de la cathédrale, Cathédrale d'Orvieto
- Présentation au Temple, Annonciation, Visitation, chœur de la Cathédrale, Orvieto
- Vierge à l'Enfant trônant,  Museo dell'Opera del Duomo, Orvieto
- Saint Sébastien et le donateur, Museo dell'Opera del Duomo, Orvieto.
- Fresques des saints, chiesa della Santissima Trinità, Orvieto.
- Vierge à l'Enfant trônant et saints, église San Cosimato, Rome
- Vierge à l'Enfant, Pinacoteca Capitolina, Rome
- Sainte Famille avec saint Jean en adoration de l'Enfant, collection Rospigliosi, Rome.
- Vierge à l'Enfant et saints, collection prince Massimo, Rome.
- Vierge à l'Enfant bénissant,  collection privée, Rome.
- Vierge du lait à l'Enfant trônant, Musée National, Tarquinia.
- Fresques, cathédrale, Tarquinia.
- Vierge à l'Enfant et saints, Pinacothèque communale, Terni.
- Vierge à l'Enfant couronnée d'anges avec des chérubins, église Santa Maria del Riposo, Tuscania.
- Vierge à l'Enfant bénissant avec des chérubins, Vercelli, Musée Borgogna
- Fresques, Musée civique église San Domenico, Viterbe.
- Nativité, adoration des Bergers et saints,  Musée civique, Viterbe.
- Étendard processionnel,  Musée civique, église San Clemente, Viterbe.
- Vierge à l'Enfant trônant et Anges parmi des saints,  Musée civique, église Santa Maria del Paradiso, Viterbe.
- Oraison dans le jardin,  Musée civique, Viterbe.
- Fresque, edicola cour de Palazzo Chigi, Viterbo.
- Saint Roch et le donateur, église Sant'Angelo in Spatha (bottega), Viterbe.
- Fresques, église Santa Maria Nuova, Viterbe.
- Fresques, église Santa Maria della Peste, (atelier), Viterbe.

Vatican
- Allégorie de la Rhétorique, de la Musique et de l'Astrologie, Appartements Borgia (salle des Arts Libéraux).
- Résurrection, Pentecôte, Assomption de la Vierge, Anges tenant l'emblême du Pape Alexandre VI (en collaboration avec Pinturicchio),   Appartements Borgia (salle des Mysthères)

France
- Madonna del Latte et saints, Musée des beaux-arts, Grenoble.
- Vierge à l'Enfant bénissante dans un paysage, collection Comte D'Hautpoul.

Allemagne
- Vierge à l'Enfant trônant,  Kaiser-Friedrich-Museum (détruite en 1945), Berlin

Liechtenstein
- Vierge à l'Enfant, deux anges et saint Jean enfant,  Galerie Liechtenstein, Vaduz.

Suisse
- Vierge à l'Enfant,  collection Bruno Scardeoni (1975), Lugano.

États-Unis
- Mort du Christ avec Marie et Jean, Atlanta (Georgie), High Museum of Art
- Annonciation,  Fine Art Museum , Boston.
- Vierge à l'Enfant trônant avec Enfant bénissant dans un paysage, Cambridge (Massachusetts), Fogg Art Museum de l'université d'Harvard
- Vierge à l'Enfant trônant parmi les saints, Philadelphie  (Pennsylvanie), Museum of Art, Collection John G. Johnson
- Vierge à l'Enfant et deux anges, Finch College, New York.
- Vierge à l'Enfant et les saints Jérôme et François,  Metropolitan Museum of Art, New York
- Vierge à l'Enfant dans un paysage, Ringling Museum of Art, Sarasota (Floride)
- Vierge et deux anges en adoration devant l'Enfant, Art Museum, Worcester (Massachusetts)